# Włok
De Włók is een oude Poolse oppervlaktemaat uit de tijd van het Koninkrijk Polen, en kan worden gezien als de Poolse hoeve.
De historicus Zygmunt Gloger schreef in de Traditioneel-Poolse encyclopedie:
Wanneer de ruimte die een paar ossen met een rol met sleep in een ochtend te ploegen een (morgen) is, dan een betekent een groter veld om een hele dag te zaaien. De maten kon variëren van de verschillende functies die de landbouw vervulde, denk aan verschillen tussen akkerbouw en weilianden. Zo was een Litouwse morgen ongeveer een kwart van die van Polen. Om het Maagdenburgs recht en de Poolse maten te verbinden werd wiskundig bepaald dat de maat 30 morgen is: 30 bij 300 roeden, waarbij een roede is bepaald op 7 1/2 Warschause el. In Groot Polen werd vaak de Duitse hoeve als maat gebruikt, die ten tijde van het koninkrijk gemeten werd op 33 morgen.
De włok was synoniem met de hoeve, een maat die veel werd gebruikt in Mazurië ten tijde van de Poolse Republiek (ca. 1650-1795). 
- 1 włóka (nowochełmińska) = 1 włóka chełmińska (oud-pools) = 30 morgen = 17,955 ha = 179.550 m²
- 1 włóka "nieuw-Pools" (vanaf 1819) = 30 morgen = 16,79616 ha
- 1 włóka (reńska) = 30 morgen = 76597,63 m²
- 1 włóka olecka = 2 włóki, en 1,29 Maagdenburgse morgen